# Мустяца
Мустяца (рум. Musteaţa) — село в Фалештском районе Молдавии. Относится к сёлам, не образующим коммуну.

## География
Село расположено на высоте 74 метров над уровнем моря.

## Население
По данным переписи населения 2004 года, в селе Мустяца проживает 1602 человека (793 мужчины, 809 женщин).
Этнический состав села:
| Национальность | Число жителей | Процентный состав |
| -------------- | ------------- | ----------------- |
| молдаване      | 1594          | 99.5              |
| украинцы       | 3             | 0.19              |
| русские        | 2             | 0.12              |
| румыны         | 2             | 0.12              |
| прочие         | 1             | 0.06              |
| Всего          | 1602          | 100%              |